# Obreja
Obreja je  obec v župě Caraș-Severin v Rumunsku. Žije zde přibližně 3 200 obyvatel. Součástí obce jsou i tři okolní vesnice. Leží 7 km severně od Caransebeș.

## Části obce
- Obreja – 1 657 obyvatel
- Ciuta – 325 obyvatel
- Iaz – 819 obyvatel
- Var – 438 obyvatel